# Domnișoara Christina (film din 2013)
Pentru alte semnificații ale termenului, vezi Domnișoara Christina (dezambiguizare)
Domnișoara Christina este un film românesc de dramă și groază din 2013, regizat de Alexandru Maftei. Rolurile principale sunt interpretate de actorii Tudor Istodor, Anastasia Dumitrescu, Ioana Anastasia Anton și Maia Morgenstern. A fost prezentat la 6 iunie 2013 la Festivalul Internațional de Film Transilvania. Premiera filmului în cinematografe a avut loc pe 1 noiembrie 2013. Filmul este produs și distribuit de Abis Studio. Filmul Domnișoara Christina este inspirat din nuvela omonimă a lui Mircea Eliade.

## Rezumat
Pictorul Egor Pașchievici (Tudor Aaron Istodor) împreună cu prietena sa, Sanda (Ioana Anastasia Anton), se mută pe moșia Moscu, în centrul căreia se află conacul familiei. Egor vrea să picteze în liniște, dar viața la conac este bântuită de amintirea domnișoarei Christina, mătușa Sandei ucisă în timpul răscoalei de la 1907.

## Distribuție
- Tudor Aaron Istodor — Egor Pașchievici, pictor bucureștean invitat de Sanda să petreacă o lună de zile la moșia familiei sale din Câmpia Dunării
- Ioana Anastasia Anton — Sanda, fiica cea mare a doamnei Moscu
- Ovidiu Ghiniță[6] — Nazarie, arheolog și profesor universitar, musafir în casa familiei Moscu
- Maia Morgenstern — doamna Moscu, proprietara moșiei și a conacului, sora mai mică a domnișoarei Christina
- Ioana Sandu — Simina, fiica cea mică a doamnei Moscu
- Anastasia Dumitrescu — domnișoara Christina, o fată de moșier ce a fost ucisă pe când avea doar 20 de ani în timpul Răscoalei de la 1907
- Ioan Andrei Ionescu — dr. Panaitescu, medicul pasionat de vânătoare
- Daria Pușa — doica, o femeie îmbătrânită, aproape nebună
- Cristina Casian — slujnica 1
- Cristina Moldoveanu — slujnica 2
- Andreea Gheorghe — slujnica 3
- Răzvan Hîncu — bărbatul în alb care-l avertizează pe Egor
- Bogdan Farcaș — țăran 1
- Toma Cuzin — țăran 2
- Corneliu Jipa — țăran 3
- Despina Stanescu — țăranca 1
- Ligia Dumitrescu — țăranca 2
- Matei Călin — băiatul care vinde covrigi în tren
- Paul Fister — vizitiul de la conacul dnei Moscu

## Producție
Filmările au avut loc la Castelul Ghika din Dofteana (județul Bacău).

## Primire
Filmul a fost vizionat de 23.242 de spectatori în cinematografele din România, după cum atestă o situație a numărului de spectatori înregistrat de filmele românești de la data premierei și până la data de 31 decembrie 2014 alcătuită de Centrul Național al Cinematografiei.